# پیتر فیکر
پیتر فیکر (انگلیسی: Peter Ficker؛ زادهٔ ۸ ژوئن ۱۹۵۱) قایقران، و قایقران قایق بادبانی اهل برزیل است.